# Chapati
Il chapati, o chapatti (hindi: चपाती; urdu: چپاتی;), è un tipo di pane basso tipico della cucina indiana, diffuso in gran parte dell'Asia meridionale, in alcune aree del Medio Oriente, e in diversi paesi dell'Africa orientale, inclusi Kenya, Tanzania e Uganda. Costituisce un cibo di base per molte regioni dell'Asia meridionale, e particolarmente nel nord del subcontinente. È prodotto a partire da un impasto di farina integrale, acqua e sale, che viene schiacciato fino a formare una pizza del diametro di circa 12 centimetri che viene cotta su entrambi i lati, ponendola su una piastra asciutta e molto calda. Il chapati può essere poi anche esposto per un istante direttamente alla fiamma viva facendolo così gonfiare di vapore, e in questa forma viene chiamato "Gujrathi phulka" (lo stesso risultato si può ottenere scaldando il chapati in un forno a microonde per 5-10 secondi; comunque, la cottura a microonde può renderlo floscio, per cui la fiamma è preferibile).

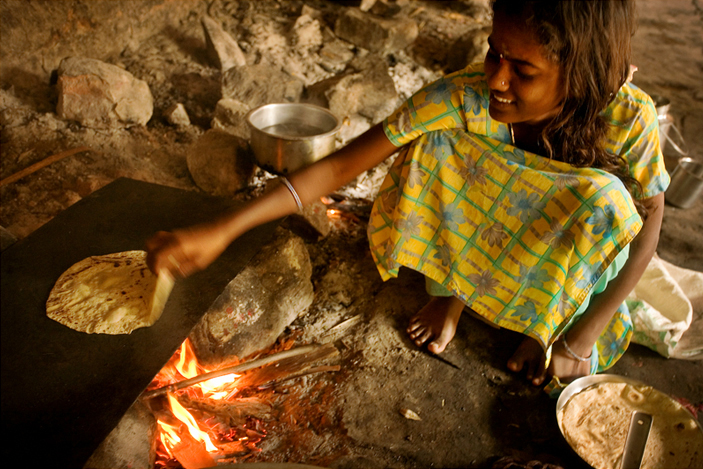
Una ragazza indiana prepara i chapati

I chapati sono poi spesso spalmati di ghi.
Varianti diverse si ottengono usando la farina di miglio o mais al posto di quella di grano. I chapati sono chiamati anche "bajra roti", in hindi, o "makke ki roti" in bhakri. Se ottenuti con un misto di farine di miglio, mais e lenticchie, allora vengono definiti missi roti.
Nelle zone orientali e meridionali le distinzioni tra i vari termini roti, chapati, paratha o kulcha tendono a scomparire. In alcune zone del Maharashtra, il chapati è chiamato poli. Nel Gujarat, è chiamato rotli o phulka.
Il chapati viene in genere servito con dal cotto (zuppa di lenticchie) o verdure, spesso accompagnate da spezie (come il curry indiano), e poi usato per ripulire il piatto da ogni avanzo di cibo.

## Dimensioni delchapati
- Le dimensioni del chapati variano a seconda della regione e anche, in minor parte, da cucina a cucina. In generale un chapati indiano è di 15 cm di diametro, mentre quello pakistano è più piccolo, circa 5–10 cm di diametro.
- In alcune regioni del Pakistan (specialmente nell'area nord-ovest) il chapati può essere addirittura più piccolo di 5 cm di diametro.